# Ищу мою судьбу
«Ищу мою судьбу» — советский художественный фильм. Снят по мотивам романа Николая Ершова «Вера, Надежда, Любовь». Премьера фильма состоялась 8 сентября 1975 года в кинотеатре «Художественный».

## Места съёмок
Фильм снимался в Калуге. Узнаваемые места — Гагаринский мост, площадь Карла Маркса, Николо-Козинская церковь.

## Сюжет
В небольшом городе вместе с набожной бабушкой живут три сестры: Вера, Надежда (Г. Польских), Любовь (Е. Сафонова). Вера, пережив несчастную любовь, уходит в монастырь, где рожает ребёнка. Ребёнок умирает, Вера кончает жизнь самоубийством. Люба и бабушка посещают церковь и поддерживают отношения со священником Александром (Э. Марцевич). Надежде, которая осуждает их религиозность, кажется, что Люба влюблена в отца Александра. Она приходит домой к нему и требует, чтобы он перестал встречаться с Любой. Однако, оказывается, что Александр влюблён именно в Надежду. Узнав его поближе, она отвечает ему взаимностью, хотя до этого симпатизировала Владимиру, преподавателю техникума, в котором учится её сестра (Г. Жжёнов). Оказавшись перед трудным выбором, Александр порывает с религией.

## В ролях
- Георгий Жжёнов — Владимир Сергеевич Карякин, преподаватель истории
- Эдуард Марцевич — отец Александр
- Нина Добрикова — Вера
- Галина Польских — Надежда, учительница, депутат горсовета
- Елена Сафонова — Любовь Иванова
- Семён Морозов — Греков
- Константин Сорокин — Фёдор Илларионович
- Майя Булгакова — Вера Владимировна Заостровцева
- Евгений Шутов — отец Климентий
- Антонина Павлычева — Степанида Никитична, бабушка
- Сергей Яковлев — Николай Николаевич, директор техникума
- Анатолий Ведёнкин — работник фабрики
- Вера Алтайская — Дарья
- Александра Харитонова — соседка
- Манефа Соболевская — прихожанка
- Анатолий Соловьёв — Иван Афанасьевич

## Съёмочная группа
- Режиссёр: Аида Манасарова
- Сценарий: Роза Буданцева, Николай Ершов
- Оператор: Л. Крайненков
- Художник: Наталья Мешкова
- Звукооператор: Сергей Минервин
- Консультанты:
  - доктор философских наук В. Гараджа
  - кандидат философских наук А. Чертков[4] (в титрах не указан)